# Monte Victoria
El monte Victoria, también llamado antiguamente cerro de San Cristóbal y popular e informalmente monte de las Tres Letras, es un monte integrado en el parque forestal Monte Victoria, en el distrito Centro de la ciudad de Málaga, en Andalucía, España. Actualmente, tras la urbanización masiva de los alrededores con viviendas de lujo (Colinas del Limonar), ha perdido su conexión con el cercano Parque Natural de los Montes de Málaga.
Se encuentra a unos 10 minutos a pie de la plaza de la Merced. Se accede por la calle Conde Ureña y por la barriada de El Limonar.

## Etimología
Recibe el nombre Victoria por su proximidad al Santuario de Nuestra Señora de la Victoria. Debido a la existencia en su cumbre de una pequeña ermita dedicada a San Cristóbal también era conocido como cerro de San Cristóbal, pero con la desaparición de la ermita este nombre cayó en desuso. El nombre de monte de las Tres Letras tiene su origen en que a mediados del siglo XX se pintaron cerca de su cumbre las letras "JAC" (según algunas fuentes "Juventud de Acción Católica"), junto a la bandera de España.

## Historia
Originalmente la zona norte del monte estaba cubierta por un encinar (del que aún quedan restos en la parte superior) mientras que el resto estaba ocupado por matorral mediterráneo. Sus laderas fueron utilizadas para el cultivo, principalmente de la vid y el olivar, pero tras ser estos abandonados, en épocas de lluvias los barrios vecinos se convertían en lodazales, motivo por el cual durante los años 1940 el monte fue repoblado con pinos carrascos (Pinus halepensis) por el ayuntamiento junto con otros montes vecinos. Aún quedan algunas encinas en la parte alta de la cara noroeste. 
A finales de la década de los noventa, en pleno auge inmobiliario, la cara sur fue arrasada para permitir la construcción de viviendas. Con esta acción se eliminó una importante área para el camaleón, especie protegida. Posteriormente se instalaron una serie de antenas de comunicación en la parte más alta del monte, destruyéndose prados con abundantes especies vegetales y encinas. Los restos de la obra se tiraron directamente al monte. Actualmente las amenazas sobre este valioso paraje continúan: asfaltado del camino que iba de Conde de Ureña a Los Almendrales y que atraviesa el pinar; abundante basura por todo el monte, lo que puede crear focos de incendio; degradación acelerada del pinar de repoblación, con numerosos pinos muertos; creación de circuitos para bicicletas de montaña en el pinar; tala ilegal de olivos y encinas, etc. A pesar del abandono por parte de las autoridades locales, algunos residentes de la zona han intentado durante años contribuir al cuidado de este monte, realizando plantaciones de árboles y arbustos autóctonos, como las llevadas a cabo por la Asociación de Voluntariado GEA Málaga, quienes desde el año 2006 cuidan de la cara sur Monte Victoria reforestando, regando los árboles y limpiando el monte.
La mayor amenaza actual es el plan del Ayuntamiento de Málaga de convertir la zona en un parque de ocio, creando  y ensanchando caminos, colocando farolas, zonas de juego infantil y canina, miradores, zonas de pícnic, etc., innecesarias e incompatibles con la conservación de la biodiversidad y geología de este valioso enclave.

## Flora y fauna

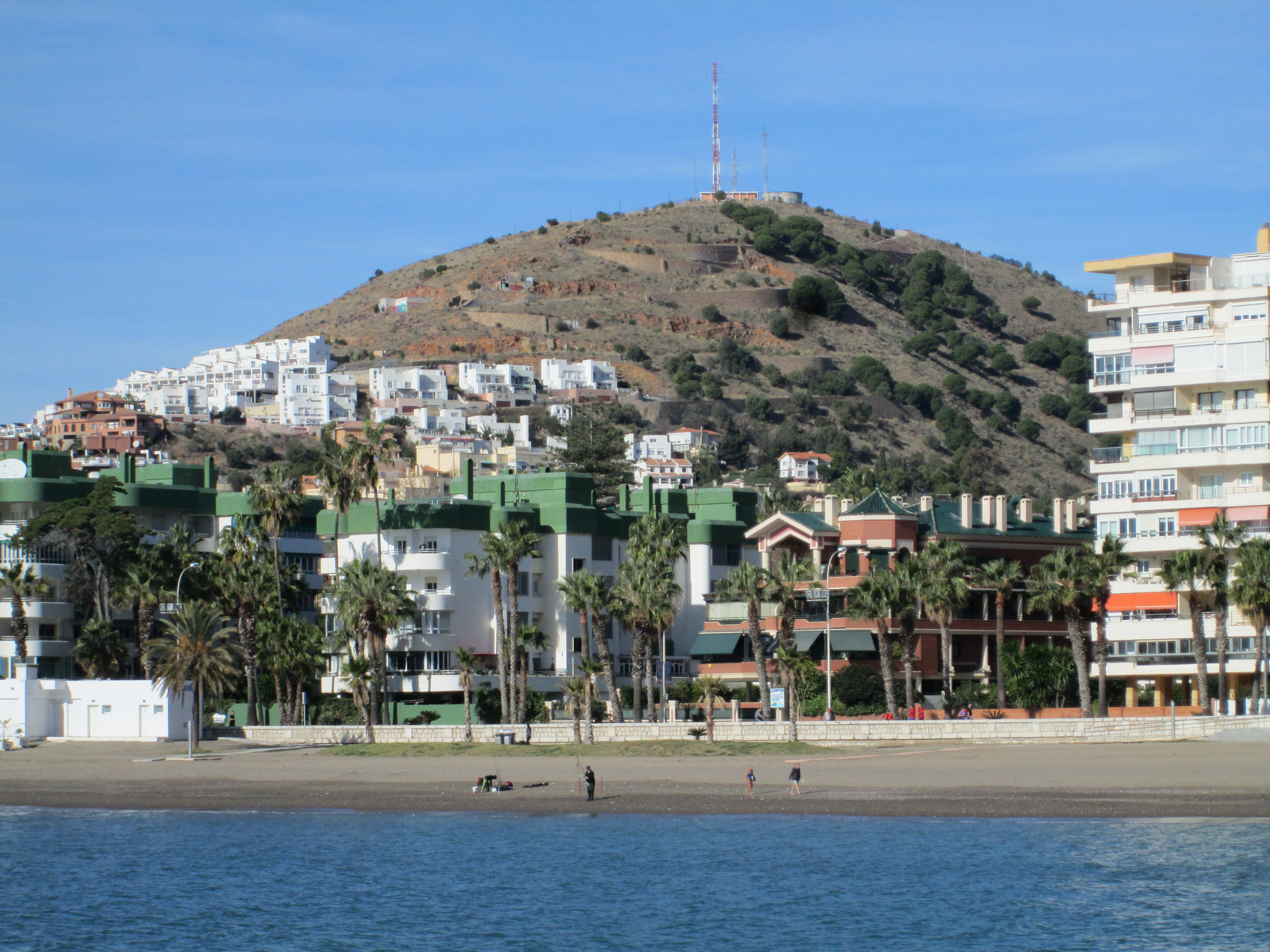
El monte desde la playa de La Caleta.

Junto al mencionado pinar pueden encontrarse algunos ejemplares de algarrobos, encinas y eucaliptos. En la cumbre predominan las especies herbáceas, como Calendula arvensis, Volutaria muricata, Carlina gummifera, Cynara humilis, Gynandriris sisyrinchium, Paronychia argentea, Avena sterilis y Avena bromoides. En las laderas aun predomina el matorral, compuesto por Calicotome villosa, Phlomis purpurea, Ulex parviflorus, Retama sphaerocarpa, Daphne gnidium, Asteriscus maritimus, etc. También existen pequeños rodales de almencinos (Celtis australis), especie catalogada como Casi amenazada, y de pinos piñoneros (Pinus pinea). A pesar de su pequeña extensión, alberga una importante comunidad de helechos constituida por las siguientes especies: Selaginella denticulata, Cheilanthes maderensis, Cheilanthes hispanica, Ceterach officinarum, Polypodium cambricum, Cosentinia vellea, Anogramma leptophylla y Asplenium billotii, esta última catalogada como Casi amenazada.
Entre las especies de aves nidificantes encontramos: paloma torcaz, perdiz roja, cernícalo vulgar, roquero solitario, collalba negra, abubilla, cogujada montesina, pinzón vulgar, verderón común, verdecillo, jilguero, tarabilla común, agateador común, curruca cabecinegra, carbonero común, papamoscas gris, etc. Durante los pasos migratorios, el Monte Victoria es un lugar idóneo para observar una gran variedad de aves planeadoras, como milano negro, halcón abejero, buitre común, alimoche, gavilán, águila calzada, águila culebrera, águila pescadora, cigüeña común, cigüeña negra, así como passeriformes, tales como colirrojo real, papamoscas cerrojillo, bisbita campestre, curruca tomillera, mosquitero musical, etc.
La herpetofauna está representada por diversas especies de lagartijas, como lagartija colilarga y lagartija andaluza, así como por el camaleón, cada vez más escaso por la pérdida de hábitat. En el arroyo Toquero, lindante con la cara este del 
monte, se encontraban varias especies de anfibios, como sapo corredor, sapo común, sapillo pintojo y rana común. A pesar de ser especies protegidas cuyo hábitat no puede ser alterado, la destrucción del arroyo Toquero para urbanizar la zona ha supuesto su desaparición.